# 컬러 차트
컬러 차트(영어: color chart), 색표(色票)는 색표를 계통적으로 배열한 것을 말한다.

## 색 체계

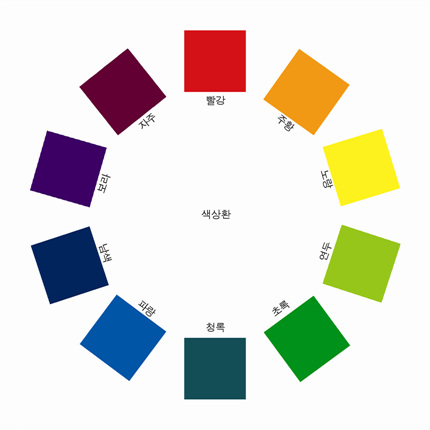
색상환

색 체계에서 대표적으로 먼셀 색표계이 있는데, 이는 색상은 색의 차이를 나타낸다. 뉴턴은 광학실험에서 태양광이 무수한 색광으로 분광될 때 장파장의 빨간색에서 단파장의 보라색까지 미세한 그라데이션으로 변화되는 것을 관찰하였다. 표색계에서는 스펙트럼 안에서 대표색을 정하였다. 빛의 파장이 다른 빛(전자파)의 집합이라는 것을 발견하였다. 빛에는 빨강, 주황, 노랑, 초록, 파랑, 남색, 보라 라인 7가지 색의 빛(색광)이 포함되었다. 뉴턴은 대표색을 7색으로 정하고 7색에 의한 혼색의 결과를 예측하기 위해서 색상환을 만들었다. 이후 많은 표색계에서 사용하고 있다. 누턴의 색채 고리를 보고 먼셀은 색체계를 정리하였다.
기본색상 : 빨간색(R), 노란색(Y), 초록색(G), 파란색(B), 보라색(P)
중간색상 : 주황(YR), 연두(GY), 청록(BG), 남색(PB)

## 같이 보기
- SMPTE 컬러바